# Eduard Schwartz
Eduard Schwartz (Kiel, 22 augustus 1858 - München, 13 februari 1940) was een Duitse filoloog en historicus. Hij gold in zijn tijd als een van de grootste klassieke Duitse filologen, samen met Theodor Mommsen en Ulrich von Wilamowitz-Moellendorff.
Schwartz begon zijn studie klassieke filologie in Göttingen. In 1876 studeerde hij bij Usener in Bonn, 1878 bij Theodor Mommsen in Berlijn en 1879 in Greifswald, waar hij vriendschap sloot met zijn mentor Ulrich von Wilamowitz-Moellendorff. Nadat hij promoveerde, deed hij onderzoek in Italië en keerde in 1884 terug naar Duitsland. Hier kreeg hij in dat jaar een betrekking aan de universiteit van Bonn. Vanaf 1887 onderwees hij in Rostock en vertrok in 1893 naar Gießen. In 1897 wisselde hij wederom zijn aanstelling en trok naar Straatsburg. Vanaf 1902 bevond hij zich weer in Göttingen, 1909 in Freiburg im Breisgau en vond vervolgens opnieuw werk in Straatsburg in 1913. Vanaf 1919 leefde hij in München. Schwartz was lid van verschillende wetenschappelijke academies (Berlijn, Heidelberg, München, Wenen, Straatsburg, Sint-Petersburg, Kopenhagen, Boedapest en Stockholm). 
Schwartz hield zich zowel met de Griekse klassieken bezig als met de kerkgeschiedenis in de Oudheid. Hij verzorgde vele uitgaven van klassieke auteurs zoals Thykidides, maar verwierf vooral bekendheid door zijn werk op het gebied van de kerk- en conciliegeschiedenis. Het werk van Schwartz was van grote betekenis voor de patrologie en theologie in de 20e eeuw, met name door zijn nog steeds gezaghebbende interpretaties van de geschriften van Eusebius van Caesarea, Athanasius en keizer Justinianus.
Het belangwekkendste werk van Schwartz vormen de Acta Conciliorum, een wetenschappelijke uitgave die de besluiten en geschriften van de oecumenische concilies van Efeze (431), Chalcedon (451) en Constantinopel (553) omvat en becommentarieert.
- Bibsys: 90301751
- Biblioteca Nacional de España: XX910260
- Bibliothèque nationale de France: cb12007387v (data)
- Catàleg d'autoritats de noms i títols de Catalunya: 981058517703206706
- CiNii: DA04090118
- Gemeinsame Normdatei: 118795686
- International Standard Name Identifier: 0000 0001 0860 8369
- Library of Congress Control Number: n86838000
- Nationale Bibliotheek van Letland: 000305465
- Nationale Bibliotheek van Tsjechië: skuk0005164
- Nationale bibliotheek van Australië: 35484185
- Nationale Bibliotheek van Israël: 987007267749005171
- Nationale Bibliotheek van Polen: a0000002239624
- Nederlandse Thesaurus van Auteursnamen: 070068917
- Réseau des bibliothèques de Suisse occidentale: 02-A003811684
- SNAC: w63g3d5x
- Système universitaire de documentation: 028188160
- Trove: 969627
- Virtual International Authority File: 21421
- WorldCat: E39PBJf4fQ9ggPWkwMdwhVDyVC